# Kalardasht (shahrestan)
Kalardasht (persiska: شهرستان كَلاردَشت, Shahrestan-e Kalardasht), eller Kelardasht, är en delprovins (shahrestan) i Iran. Den ligger i provinsen Mazandaran, i den norra delen av landet. Kalardasht hade 23 648 invånare 2016. Administrativt centrum är staden Kalardasht.